# Ockragumpad taggnäbb
Ockragumpad taggnäbb (Acanthiza reguloides) är en fågel i familjen taggnäbbar inom ordningen tättingar.

## Utseende
Ockragumpad taggnäbb är en liten tätting med tunn och spetsig näbb. Ovansidan är gråbrun i södra delen av utbredningsområdet, mer olivbrun i norr. Undersidan är gulfärgad i varierad grad. Alla bestånd har distinkt orangebrun övergump, vissa även med samma ton i tygeln. Ögat är ljust.

## Utbredning och systematik
Ockragumpad taggnäbb delas in i fyra underarter med följande utbredning:
- Acanthiza reguloides squamata – förekommer i östra Queensland (Atherton Tableland till Connors Range)
- Acanthiza reguloides nesa – förekommer i sydöstra Queensland (Blackdown Tableland till gränsen till New South Wales)
- Acanthiza reguloides reguloides – förekommer i sydöstra Australien (Queensland gränsen till södra och centrala Victoria)
- Acanthiza reguloides australis – förekommer från berget Lofty Range (South Australia) till sydvästra Victoria

## Levnadssätt
Ockragumpad taggnäbb bebor öppna miljöer, framför allt eukalyptusskogar och liknande skogstyper. Där födosöker den i småflockar i buskar och trädgrenar.

## Status och hot
Arten har ett stort utbredningsområde, men tros minska i antal, dock inte tillräckligt kraftigt för att den ska betraktas som hotad. Internationella naturvårdsunionen IUCN listar arten som livskraftig (LC).

## Bilder

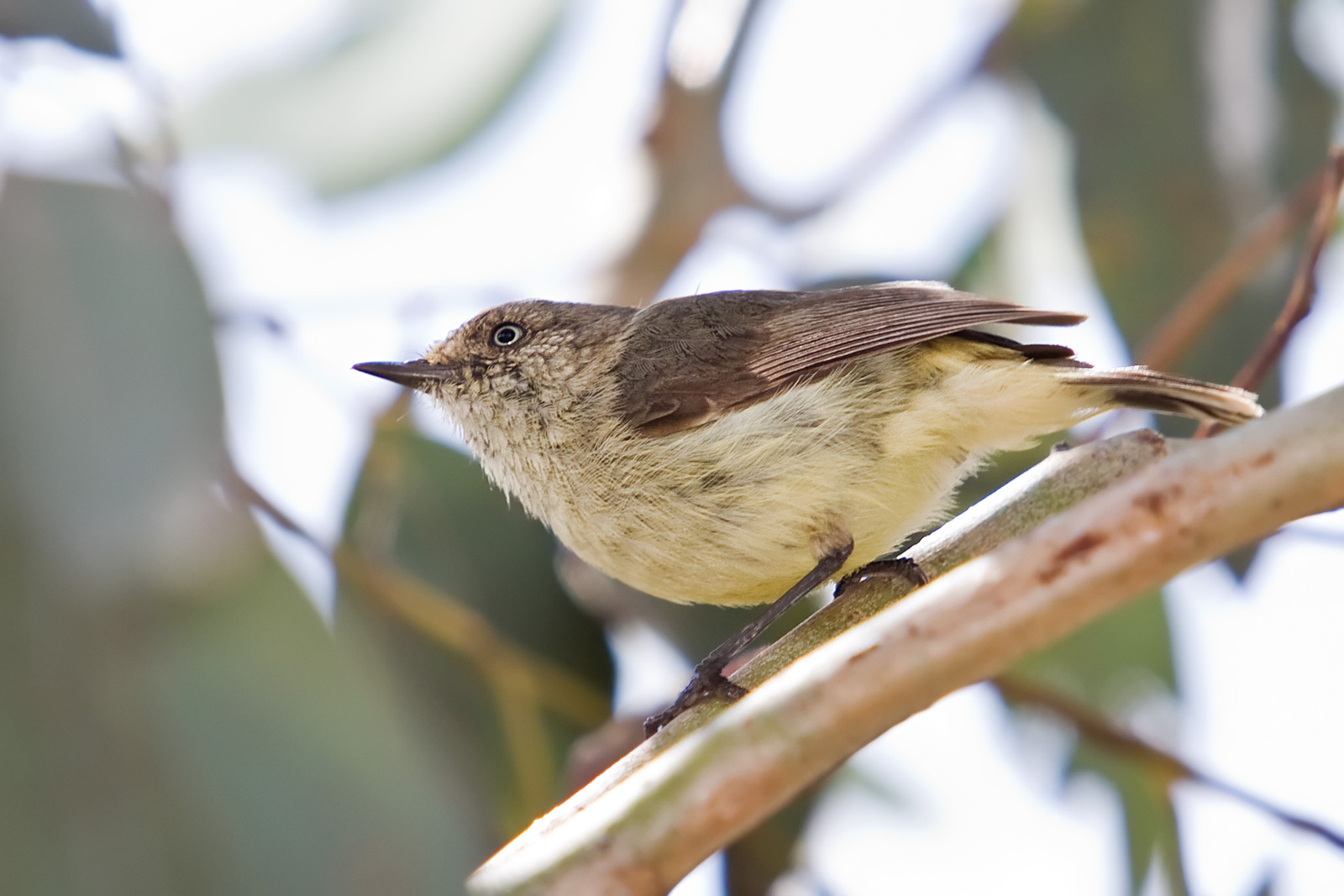